# Francisco Daniel Rivera Sánchez
Francisco Daniel Rivera Sánchez M.Sp.S. (Guadalajara, 15 de octubre de 1955-Ciudad de México, 18 de enero de 2021) fue eclesiástico católico mexicano, miembro de los Misioneros del Espíritu Santo, obispo auxiliar de México, entre 2020 a 2021.

## Biografía

### Primeros años y formación
Francisco Daniel nació el día 15 de octubre de 1955 en la ciudad mexicana de Guadalajara, Jalisco. Era hijo de Daniel Rivera Aldana y Ana María Flores. Tuvo como hermano a Octaviano Rivera Sánchez.[cita requerida]
Tras realizar los estudios básicos, se licenció en Contaduría, y ejerció dicha profesión entre 1973 y 1977.
Estudió teología en la Pontificia Universidad Gregoriana de Roma, entre 1984 y 1987.
También realizó la Licenciatura en teología con especialización en teología pastoral, por la Universidad Pontificia de Salamanca.

### Vida religiosa
En 1977, ingresó en los Misioneros del Espíritu Santo, en Tlalpan, Ciudad de México. El 12 de agosto de 1979 realizó su profesión religiosa temporal, en la Parroquia de la Santa Cruz del Pedregal. Realizó la profesión solemne el 14 de septiembre de 1985, en Guadalajara, México.

## Sacerdocio
Fue ordenado diácono el 5 de septiembre de 1987, en Erding (Alemania). Su ordenación sacerdotal fue el 20 de agosto de 1988, en Guadalajara.
Como sacerdote desempeñó los siguientes ministerios:
- Sirvió en la Parroquia de Nuestra Señora de Guadalupe en Madrid, un año como diácono y otro más como sacerdote (1987 – 1989).
- Administrador parroquial en la Parrocchia di Santa Maria Liberatrice en Milán, Italia (1989).
- Vicario parroquial en la Parrocchia di Santa Maria Liberatrice en Milán, Italia (1990-1994).
- Superior y formador en el escolasticado de los Misioneros del Espíritu Santo en Arluno (Milán, Italia), y vicario parroquial de Santi Apostoli Pietro e Paolo (1994-1999).
- Superior y maestro de novicios en el Centro de Espiritualidad de los Misioneros del Espíritu Santo en Laveno-Mombello (Italia), y delegado del superior provincial para las Casas de Italia (2000-2004).
- Primer consejero, vicario provincial y ecónomo, y delegado de la Formación Básica de la Provincia Félix de Jesús de los Misioneros del Espíritu Santo, sede en Guadalajara (2004-2010).
- Superior de la Provincia Félix de Jesús con sede en Guadalajara (2010-2016).
- Superior general de los Misioneros del Espíritu Santo (2016-2020).

## Episcopado

### Obispo Auxiliar de México
El 25 de enero de 2020, el papa Francisco lo nombró Obispo Titular de Aradi y Obispo Auxiliar de México.
Fue consagrado el 19 de marzo del mismo año, en la Basílica de Santa María de Guadalupe, a manos del cardenal-arzobispo Carlos Aguiar Retes. 
- Vicario episcopal de la Vicaría del Clero (2020-2021).

## Fallecimiento
El 28 de diciembre de 2020 fue hospitalizado a causa del Covid-19. Permaneció en el hospital hasta que falleció en la madrugada del 18 de enero de 2021, a causa de complicaciones derivadas del Covid-19.